# شهرستان فیلادلفیا (پنسیلوانیا)
شهرستان فیلادلفیا، پنسیلوانیا (به انگلیسی: Philadelphia County) شهرستانی در مشترک‌المنافع پنسیلوانیا ی ایالات متحده آمریکا است. بنا بر سرشماری ۲۰۱۰ ایالات متحده آمریکا، جمعیت آن ۱٬۵۲۶٬۰۰۶ بوده، که با وجود این که دومین شهرستان کوچک در این ایالت از نظر وسعت است، آن را به پرجمعیت‌ترین شهرستان آن بدل می‌کند. این شهرستان در کنار شهرستان چستر، پنسیلوانیا و شهرستان باکس، پنسیلوانیا یکی از سه شهرستانی هستند که ویلیام پن آنها را در نوامبر ۱۶۸۲ تأسیس کرد.

## خصوصیات
شهرستان فیلادلفیا ۳۷۰٫۳۷ کیلومترمربع مساحت دارد.